# La barque est pleine
Pour plus de détails, voir Fiche technique et Distribution.
La barque est pleine (titre original : Das Boot ist voll) est un film suisse de coproduction austro-ouest-allemande réalisé par Markus Imhoof, sorti en 1981. Le film fut nommé à l'Oscar du meilleur film en langue étrangère pour la Suisse.

## Contexte historique
Le titre du film fait allusion à une métaphore attribuée au conseiller fédéral chargé de la Justice à cette époque, Eduard von Steiger, qu'il aurait utilisée le 13 août 1942, dans un discours dans une église de Zurich-Oerlikon,. Il comparait la Suisse à "un petit bateau de sauvetage, de capacité limité, déjà bien rempli et avec un stock de provisions limité."
Ce même 13 août 1942, le gouvernement suisse ferme ses portes aux réfugiés suisses, en décrétant que "ceux qui cherchent refuge pour des raisons raciales, comme par exemple les Juifs, ne sont pas considérés comme des réfugiés politiques."
La commission Bergier a mis en lumière le fait que la Suisse en renvoyé de nombreux Juifs pendant la Seconde Guerre Mondiale, alors que le sort tragique qui les attendait était connu.

## Synopsis
1942 : un petit groupe de personnes parvient à s'échapper d'un train allemand traversant la Suisse. Parmi elles, cinq juifs, Judith Krueger, dont le mari Hannes est déjà en Suisse depuis deux ans, Olaf Landau, son frère, Lazar Ostrowskij, un homme âgé venant de Vienne, une petite fille, Gitty, et un petit garçon, Maurice, qui ne parle que le français. Ils sont accompagnées par Karl Schneider, un soldat allemand déserteur.
Ils se retrouvent dans la propriété de la famille Flückiger, aubergistes. Anna Flückiger n'est tout d'abord pas très enthousiaste, mais elle accueille et nourrit les réfugiés affamés. Elle téléphone également au camp où Hannes, le mari de Judith, est interné. Mais lorsque Franz, le mari d'Anna, découvre l'existence des réfugiés, il part prévenir la police. Anna, quant à elle, va demander conseil au prêtre, qui ne se montre pas très compatissant et lui explique que selon la loi, être juif n'est pas une raison suffisante pour pouvoir rester en Suisse. Il lui dit quand même que les jeunes enfants et leurs familles peuvent rester, et que certains réfugiés créent à cette fin des familles fictives. Il lui dit également que les déserteurs ne sont pas expulsés.
Rentrée chez elle, Anna explique au petit groupe que Judith doit se faire passer pour la mère de Gitty et Maurice, et Lazar Ostrowski pour leur grand-père. Karl Schneider prétendera être le mari de Judith, quant à Olaf, qui est blessé au bras, il prend l'uniforme de Karl et se fera passer pour le déserteur. Le fait que Maurice ne parle pas l'allemand posant problème, ils décident de prétendre qu'il est sourd-muet, et lui font comprendre qu'il ne doit pas parler en présence d'un policier.
Un soldat suisse en service dans le camp d'internement où se trouve Hannes Kruger le prévient de la présence de Judith en Suisse, lui indique où elle se trouve, et lui fournit une occasion de "voler" son vélo pour aller la retrouver. Hannes ne se fait pas prier.
Lorsque le gendarme Bigler arrive, il comprend vite que la petite famille n'en est pas une. Olaf n'est pas crédible comme déserteur, trop jeune, il flotte dans son uniforme et il est clair qu'il n'a jamais eu de formation militaire. Hannes, le mari de Judith, téléphone juste à ce moment-là et Bigler espionne la conversation. Quant au petit Maurice, il finit par lâcher une phrase en français. Karl Schneider décide alors de reconnaître que Judith n'est pas sa femme, et que c'est lui le déserteur. Bigler place alors Olaf et Karl en état d'arrestation.
Il décide également d'escorter Judith, Ostrowskij  et les deux enfants jusqu'à la frontière. Des villageoises s'attroupent devant l'auberge, certains sont choquées de voir le gendarme arrêter des enfants.
Franz Flückiger décide finalement de rattraper les expulsés et le gendarme avec son side-car. Le vieil Ostrowskij, épuisé, n'arrive plus à marcher. Ils les prend tous les quatre sur son side-car et dit à Bigler qu'il va les amener à la frontière, mais il prend au contraire la direction de la ville où le mari de Judith lui a donné rendez-vous. Mais en chemin, ils tombent sur un groupe de soldats suisses qui les arrêtent et les amènent en prison. Hannes, le mari de Judith, a aussi été arrêté et est amené dans la même prison.
Hannes et Judith se retrouvent donc, mais ils n'ont droit qu'à une brève étreinte avant que les soldats ne les séparent de force, car Judith, Ostrowskij , et les enfants doivent être conduits à la frontière pour être expulsés. A la frontière, les soldats suisses décident de garder le petit Maurice en raison de son jeune âge, et expulsent les trois autres. Lors du générique de fin, un texte défile, nous apprenant que Judith et la petite Gitty ont été gazées à Treblinka, alors que le vieil Ostrowskij, lui, n'a pas survécu au transport. Olaf, après avoir été soigné, a lui aussi été expulsé, sans que l'on sache ce qui lui est arrivé ensuite. Quant à Franz, il sera condamné à de la prison pour avoir essayé de les aider.

## Fiche technique
- Titre : La barque est pleine
- Titre original : Das Boot ist voll
- Réalisation : Markus Imhoof
- Scénario : Markus Imhoof d'après le livre d'Alfred A. Haesler
- Production :  George Reinhart
- Photo : Hans Liechti
- Pays d'origine :  Suisse,  Allemagne de l'Ouest,  Autriche
- Langue : Allemand, suisse allemand, français
- Genre : Film dramatique, film de guerre
- Durée : 101 minutes
- Date de sortie :  1981

## Distribution
- Tina Engel : Judith Krueger
- Hans Diehl :  Hannes Krueger
- Martin Walz : Olaf Landau
- Curt Bois : Lazar Ostrowskij
- Ilse Bahrs : Frau Ostrowskij
- Gerd David : Karl Schneider
- Renate Steiger : Anna Flückiger
- Mathias Gnädinger : Franz Flückiger
- Michael Gempart : Landjäger Bigler

## Origines du film
Le réalisateur était sensibilisé à ce sujet par des souvenirs d'enfance. La famille de Markus Imhoof a hébergé des réfugiés pendant et après la guerre. Il a notamment été marqué par le souvenir d'une petite Italienne morte de sous-nutrition et de fièvre rhumatismale après son retour en Italie en 1950.
Dans les années 1970, la version enjolivée du rôle de la Suisse pendant la guerre est remise en cause par des historiens, des journalistes ou des cinéastes. Markus Imhoof y a puisé son inspiration pour ce film.

## Accueil
En Suisse, la sortie du film a provoqué quelques remous : Markus Imhoof raconte que les cinémas présentant le film recevaient des alertes à la bombe et que la commission de l'enseignement du canton de Berne a exigé qu'il ne soit pas projeté dans le cadre des écoles.